# 大江卓ニ
大江 卓二（おおえ　たくじ、1910年 - 2002年5月27日）は日本の技術者、官僚。

## 来歴
熊本県に生まれる。熊本県立玉名中学校（現・熊本県立玉名高等学校・附属中学校）、旧制第五高等学校を経て、東京帝国大学工学部を卒業した。
逓信省船舶試験所（現・海上技術安全研究所）に入所し、1949年に第4部長となる。以後、運輸省技術研究所船舶機関部長、所長を歴任した。
2002年5月27日、前立腺癌のため死去。